# Sveta Agata
Sveta Agata (231. – 251.), kršćanska svetica i mučenica podrijetlom sa Sicilije. Spomendan joj se slavi 5. veljače. Jedna je od 7 žena koje se, uz Djevicu Mariju, nalaze u Rimskom kanonu. Njeno tijelo ostalo je do danas neraspadnuto.

## Životopis
Dolazila je iz bogate i plemenite obitelji. Već kao djevojčica učinila je zavjet djevičanstva. Za vrijeme objave Decijeva progona protiv kršćana, upravitelj Sicilije, Kvintijan, se počeo zanimati za nju, no ona ga je odbila.
Nakon toga Kvintijan daje nalog da je se uhvati i odvede pred sud.
Bila je mučena tako što su joj odrezane grudi nakon čega je bačena u vatru. Tada je uzviknula:
Čudom se spasila te je ponovno utamničena i stavljena na žeravicu. Tada je nastupio veliki potres u kojem su Agatini mučitelji poginuli pod ruševinama, a Kvintijan pobjegao.

## Zaštitnica
Sveta Agata je zaštitnica gradova Catania, Molise, Kalse te San Marina i Malte. Zaštitnica je i svih bolesti grudi, pekara, zlatara, žrtvi silovanja, medicinskih sestara itd. Zaštitnicom protiv požara se smatra nakon što su zahvaljujući njenim moćima, stanovnici Catanije uspjeli skrenuti lavu iz Etne.

## Vanjske poveznice
- Catholic encyclopedia - St Agatha (engl.)